# كارلوس فلوريانو كوراليس
كارلوس فلوريانو كوراليس (قصرش، 12 فبراير 1967) هو سياسي من حزب الشعب ويمثل مقاطعة قصرش في مجلس النواب الإسباني، حيث يشغل منصب المتحدث باسم الحزب ومنسق المجموعة الاقتصادية للحزب. تم انتخاب فلوريانو لأول مرة في الانتخابات العامة لعام 2008. في السابق كان قد خدم أربع فترات في جمعية إكستريمادورا. من عام 2000 إلى عام 2008 كان زعيم الفرع الإقليمي في إكستريمادورا لحزب الشعب، وخدم في مجلس الشيوخ الإسباني خلال هذه الفترة.